# آمبلا
آمبلا بخش کوچکی واقع در شهرستان یاروا، دهستان یاروا، در مرکز استونی او مرکز اداری پریش آمبلا بود. بر اساس سرشماری سال ۲۰۱۱، جمعیت این شهرک ۲۹۹ نفر بود.

## نگارخانه

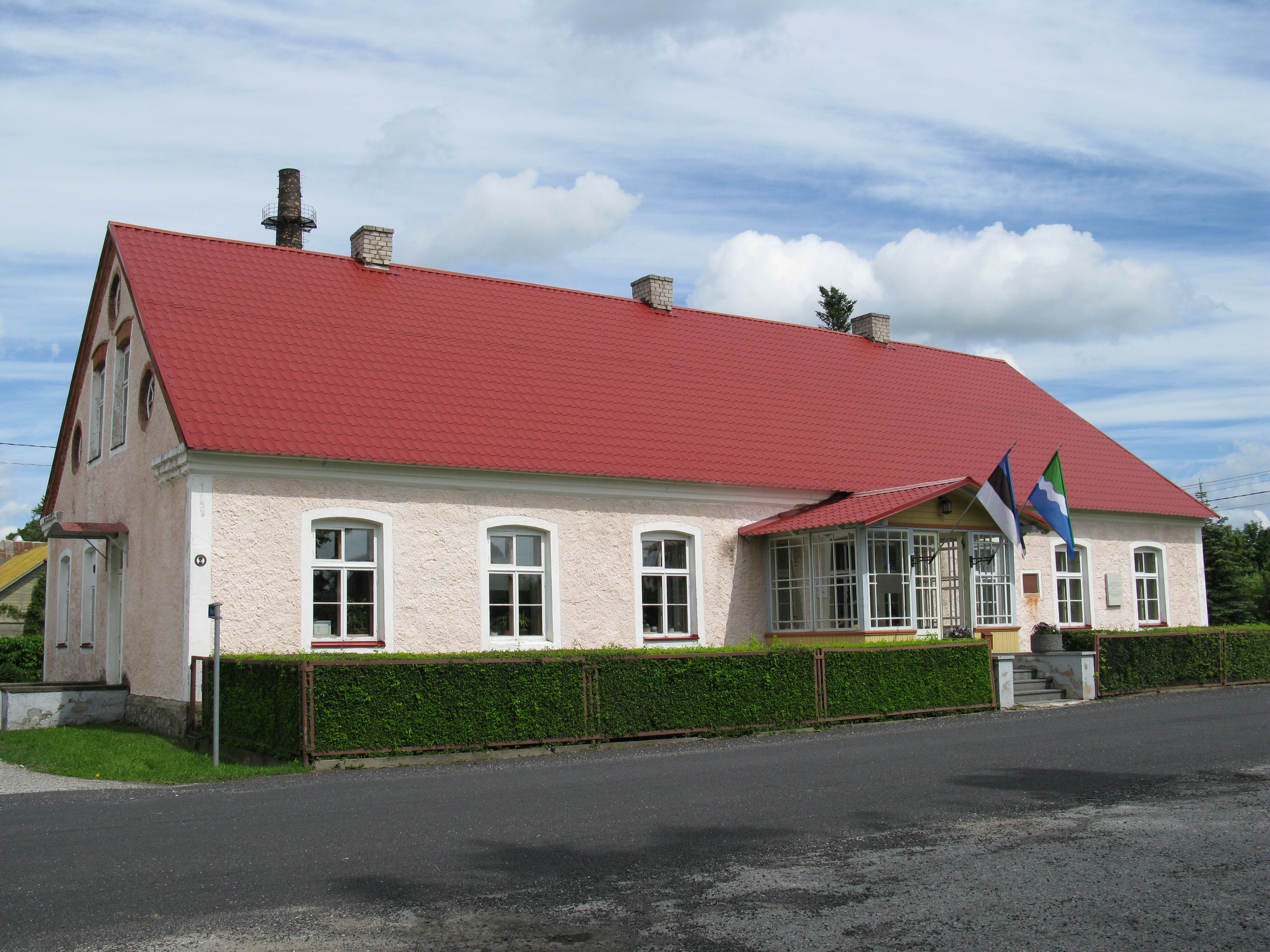
تالار شهر آمبلا
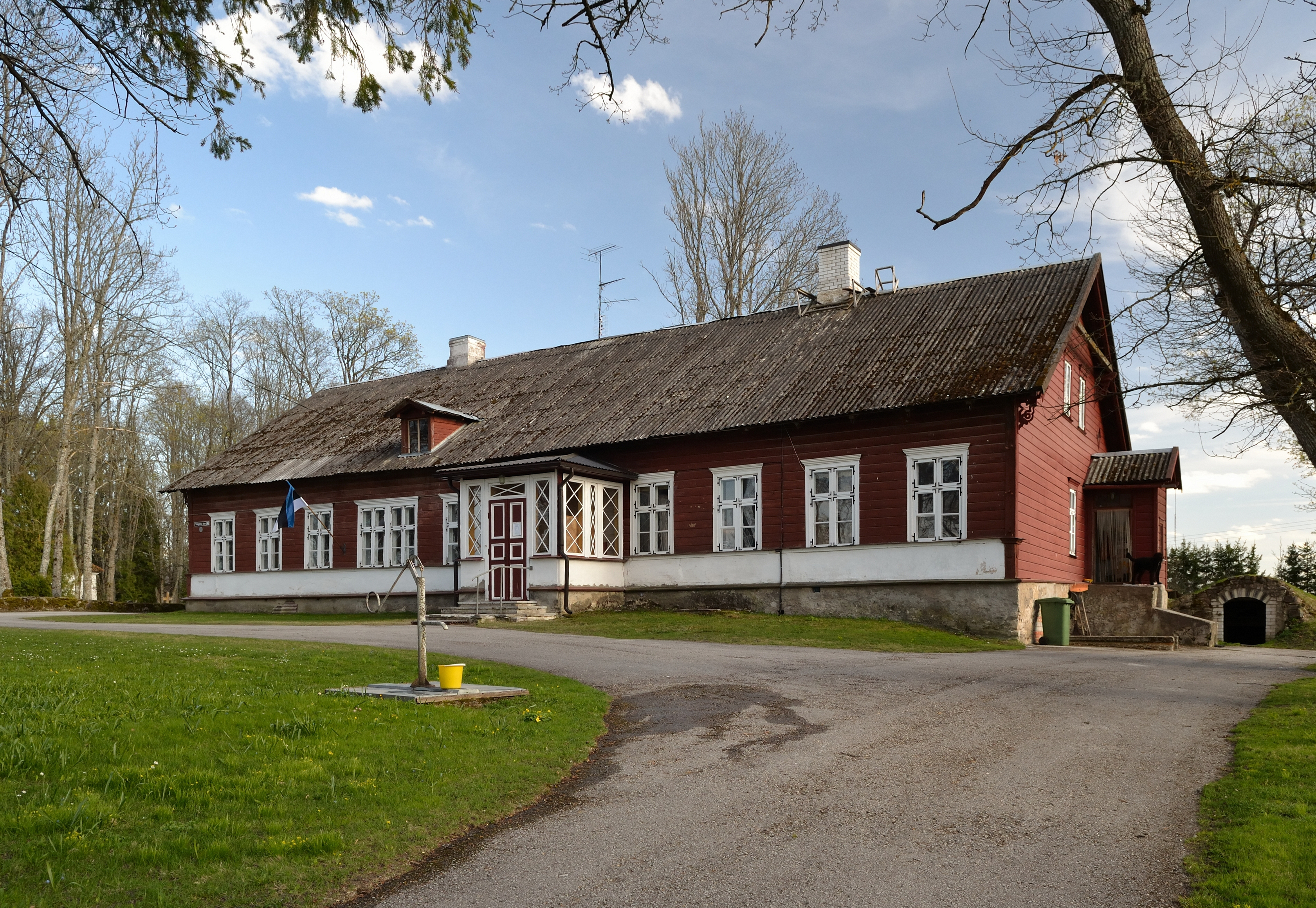
کشیش آمبلا
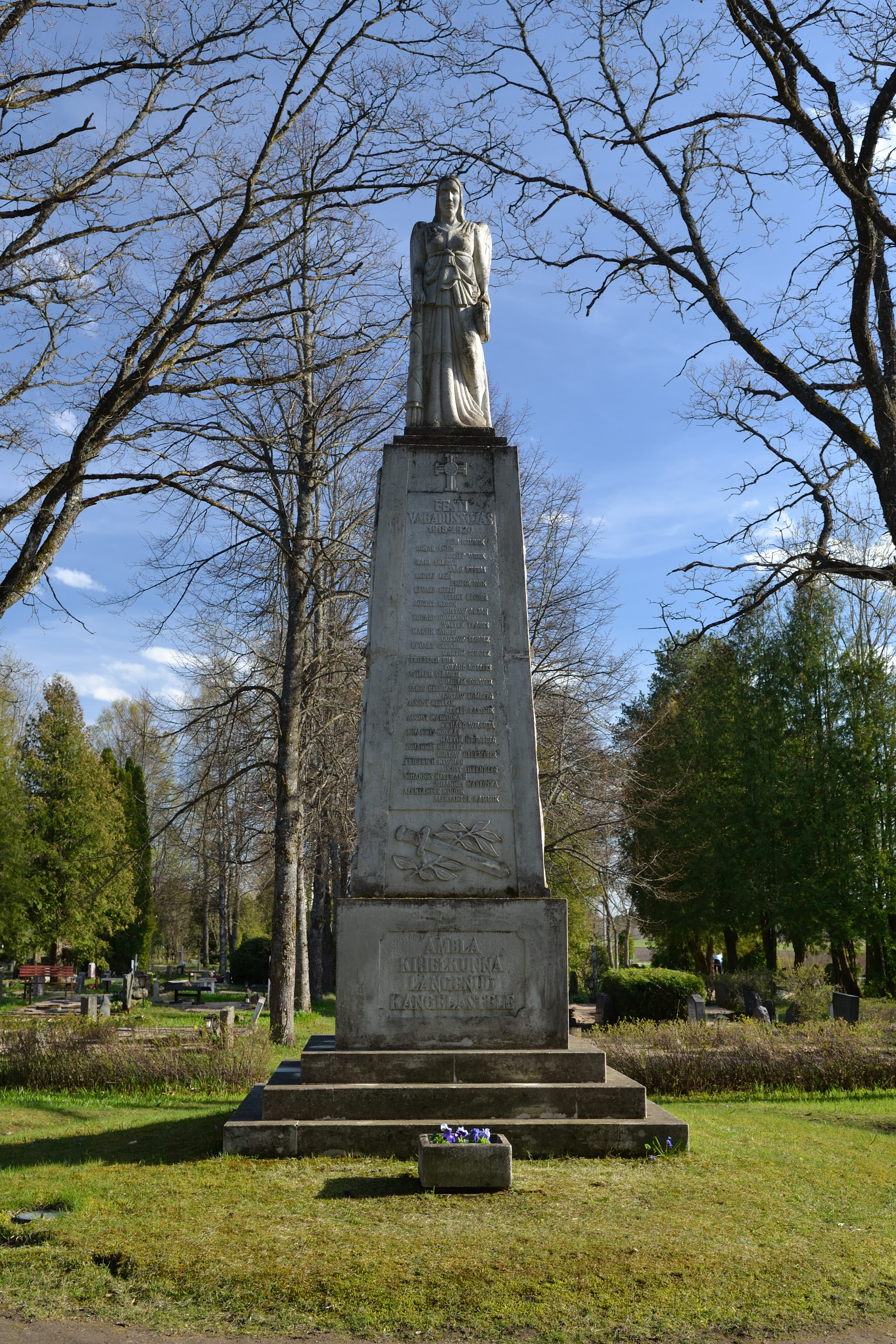
یادبود جنگ استقلال استونی در حیاط کلیسای آمبلا
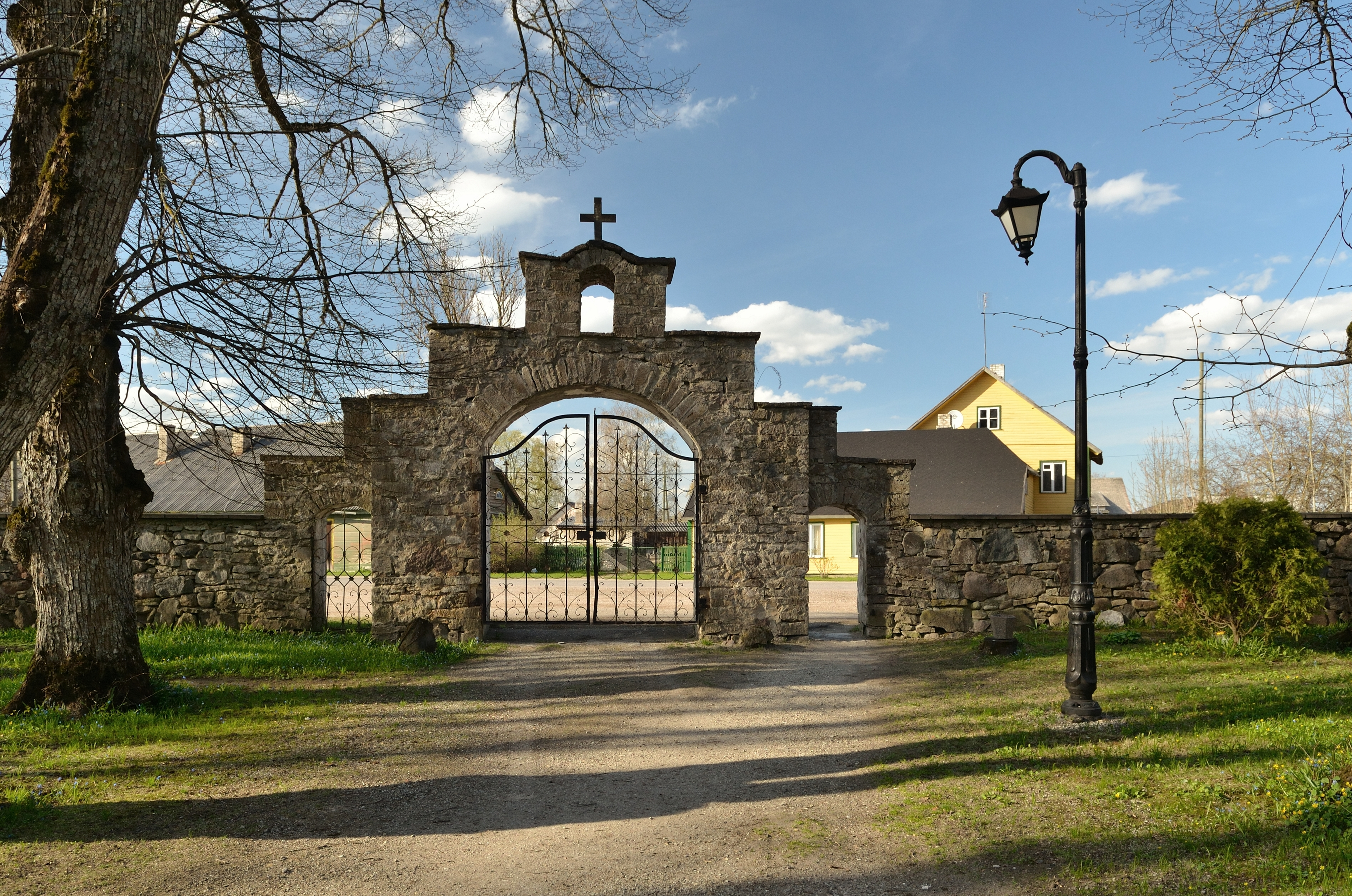
دیوار حیاط و دروازه کلیسا